# Dharashiv-Höhlenkloster

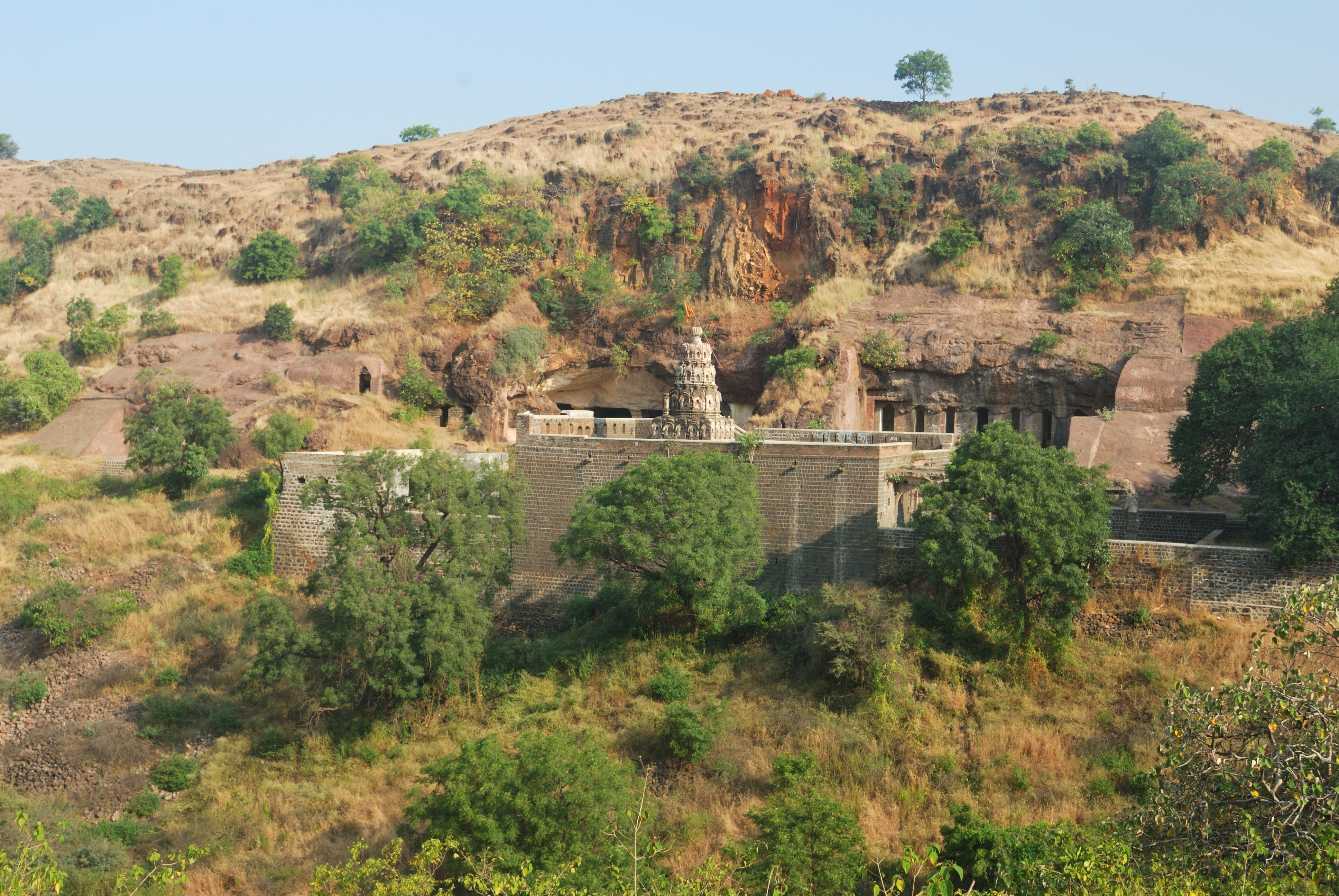
Darashiva-Tempel und altes Höhlenkloster

Das Dharashiv-Höhlenkloster war ursprünglich ein buddhistisches Höhlenkloster im Distrikt Osmanabad im Zentrum des indischen Bundesstaats Maharashtra. Heute wird die Anlage hauptsächlich von den Anhängern des Hindu-Gottes Shiva und von Jain-Pilgern besucht.

## Lage

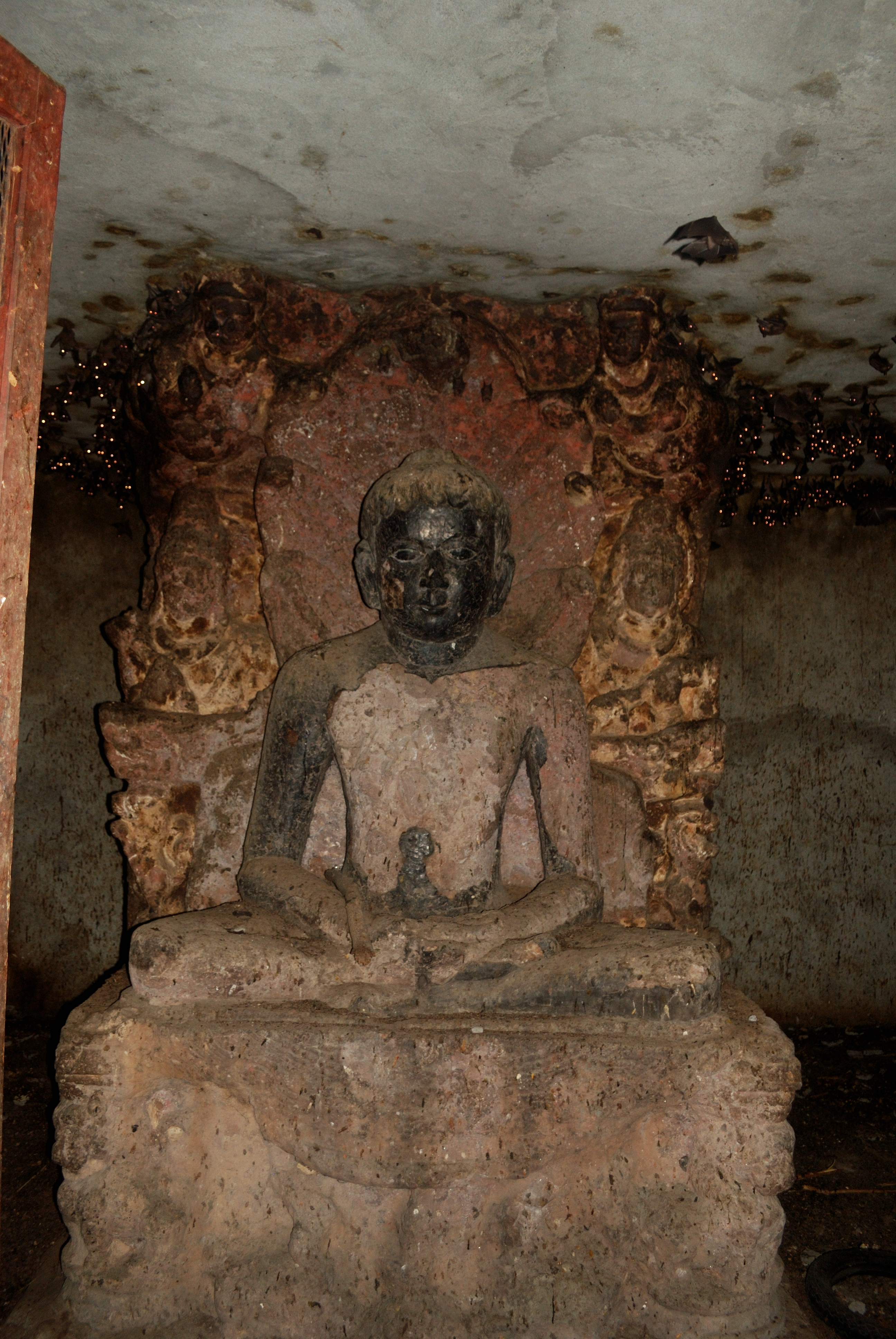
Buddha-Statue (heute Parshvanata)

Das Dharashiv-Höhlenkloster befindet sich an einem Abhang der Balaghat-Berge knapp 5 km (Fahrtstrecke) westlich der Stadt Osmanabad im Südosten Maharashtras nahe der Grenze zum Bundesstaat Karnataka in einer Höhe von ca. 750 m.

## Geschichte
Das hauptsächlich aus einer Halle (vihara) mit angrenzenden Mönchszellen bestehende Kloster wurde wahrscheinlich im 6. oder 7. Jahrhundert von buddhistischen Mönchen aus dem Felsgestein herausgehauen; im 11. oder 12. Jahrhundert (vielleicht auch schon früher) wurde die Anlage von Jain-Asketen übernommen. Weitere Wohnhöhlen (viharas) der einst hier lebenden Mönche befinden sich in der Nähe.

## Haupthöhle (Nr. 2)
Das religiös-kultische Zentrum des buddhistischen Klosters war keine gewölbte Chaitya-Halle (diese wurden seit dem 4. oder 5. Jahrhundert nicht mehr gebaut), sondern eine dunkle Wandnische (garbhagriha) in der ca. 25 × 25 m großen Haupthalle (Höhle Nr. 2) mit einer auf einem Thron sitzenden Buddha-Statue im Lotossitz mit Haarknoten (ushnisha) und mit ineinander gelegten Handflächen (dhyanamudra); diese Statue wurde später mit dem Jain-Tirthankara Parshvanata gleichgesetzt.

## Shiva-Tempel
Im 18. oder 19. Jahrhundert wurde ca. 50 Meter vor der Haupthöhe ein von einer Mauer umgebener und dem Hindu-Gott Shiva geweihter Tempel erbaut; dieser hat der gesamten Anlage ihren heutigen Namen gegeben.